# 日根野吉明
日根野 吉明（ひねの よしあきら）は、安土桃山時代から江戸時代前期にかけての大名。信濃国諏訪藩藩主、下野国壬生藩藩主、豊後国府内藩藩主。

## 生涯
天正15年（1587年）、日根野高吉の長男として近江国平松城で生まれる。
慶長5年（1600年）6月26日、父・高吉が上杉征伐の途上で病死したため、後を継ぎ、会津への出陣、続けて上田城攻撃に加わった。関ヶ原の戦い時には、高島城の守備についた。
慶長6年（1601年）、初めて家康に御目見し、吉明を称する。
慶長7年（1602年）、信濃国諏訪郡2万7000石から下野国壬生1万900石に移封となった（『諏訪市史』では、移封は慶長6年のこととし、石高は1万2000石としている）。
慶長19年（1614年）からの大坂の陣では徳川方に従い功を挙げた。
元和2年〜3年（1616年〜1617年）、日光東照宮の造営に際し、奉行の本多正純の下で、副奉行を務めた。
元和3年（1617年）4月、将軍・徳川秀忠が初めて日光に社参した際、壬生城に一泊している（『寛政重修諸家譜』）。
寛永11年（1634年）7月、豊後国大分郡内に2万石で加増移封された（府内藩）。

### 島原の乱
寛永14年（1637年）10月に起きた島原の乱を受けて、幕府は、江戸にいた吉明に帰国を命じた。これは、豊後に配流されていた松平忠直の動きを警戒してのものだった。また、このとき、それまで忠直の監視に当たっていた府内目付の交代があり、前任の牧野伝蔵と林丹波が島原に出陣することになったため、これに兵を貸している。
寛永15年（1638年）1月1日、討伐の上使・板倉重昌が討死した報を受け、同月3日、兵400人を率いて島原に向かった。島原では、後任の上使・松平信綱から、「独り豊府に在（）て、堅く忠直を衛（）るべし」と命じられ、同月14日に島原を発ち、18日に帰城した。
戦後、吉明は、三度にわたり長崎に赴いている。『大分市史』は、これをキリシタンの動向を調査するためと推測している。

### 府内藩政
府内藩主に着任した当時、藩内の農地はたびたび干害や水害があり、府内藩政では城下内外の工事や寺社の修理、開削事業などを積極的に行った。
寛永16年（1639年）から浜の市を起こした。
寛永18年（1641年）からの3年間、寛永の大飢饉が発生し、府内藩でも多くの餓死者が出た。それを見かねて、長宝水（1648年）、上淵井手（1648年）、永宝水（1649年）、初瀬井路（1650年）などの井路を開削し、数百ヘクタールの農地に用水を供給した。このうち、初瀬井路は、現在の大分県由布市庄内町大字櫟木より大分市東院までの間、約16kmを開削したもので、「初瀬川」と呼ばれている。
円寿寺（現・大分市上野丘西）を保護し、明暦元年（1655年）には30石の寺領を寄進している。寛永17年（1640年）には、金剛宝戒寺（現・大分市上野丘）に山門を寄進している。
吉明は法に厳格であったために領民からは恐れられたと言われているが、初瀬井路の開削などにより現在でも地域住民により毎年顕彰されている。

### 吉明の死去と日根野家の断絶
明暦2年（1656年）3月26日、死去。71歳。墓は円寿寺にある。
嫡子・吉雄は、正保2年（1645年）に死去していた。死の直前、幕府に弟・高当（高明）の息子・吉重の長男・高英を末期養子に願い出て、一旦は許可されたものの、家臣の間で筋目違いの養子であるとの騒動が発生し、吉明死後の閏4月4日に高英の養嗣子相続を取り消したため、吉明の死をもって大名としての日根野氏は断絶。一族は旗本として存続した。
府内城は一旦幕府の管理となり、はじめ、杵築城城主・松平英親と日出城城主・木下俊治が在番し、翌明暦3年（1657年）1月から臼杵城城主・稲葉信通が在番した。
明暦4年（1658年）2月27日、義理の甥（側室の兄弟の子）にあたる豊後高松藩藩主・松平忠昭に府内への移封が命じられた（『徳川実紀』）。

## 系譜
- 父：日根野高吉
- 母：戸田忠成の娘
- 側室：慈照院 - 松平一生の娘
  - 長男：日根野吉雄
- 生母不明の子女
  - 女子：能勢頼香室